# Juan Carlos Costas
Juan Carlos Costas Salmón (La Paz, Bolivia, 25 de agosto de 1948 - ibidem 26 de septiembre de 2021) fue un periodista y locutor de radio boliviano.
Juan Carlos Costas nació el 25 de agosto de 1948 en la ciudad de La Paz. Comenzó sus estudios escolares en 1954, en el colegio alemán saliendo bachiller del colegio Don Bosco el año 1965.
Continuo con sus estudios profesionales, trasladándose a vivir a la ciudad de Buenos Aires ingresando en 1966 a la Universidad del Salvador, graduándose años después como periodista de profesión.
Falleció a la edad de 73 años el 26 de septiembre de 2021.